# 09V型核潜艇
09V型核潜艇（北約代號:“隋級”，英文：Sui-class）是中国人民解放军海军研制中的新型核动力攻击型潜艇，为09III型核潜艇的后继型。
美国海军情报证实09V型攻击型核潜艇的存在，由于核反应堆技术的重大突破，09V型攻击型核潜艇服役时间极大的提前。國外專家預計09V型潛艇將會大幅改進聲學特徵，降低被發現的機率。
但實際工作進展緩慢，相信是中國注意力轉移到在093型核潛艇的改良上，其系列上先使用原定用於095型的新技術和裝備，並在潛艇上垂直發射的反艦彈道導彈，使其成為巡航導彈潛艇.

## 歷史
2012年，美国海军战略专家比尔·格茨说，中国海军的093型核动力攻击型潜艇之所以建造不到6艘，原因是中国军方已经把目光投向了新一级更为强大的攻击型核潜艇。
西方推测，095型攻击型核潜艇将采用所有最新降噪措施。在武器装备方面，095尚未装备先进的垂直发射系统，其改型095A型可能装备有12枚先进的垂直发射系统，可发射“东海-10”改进型潜射型对陆攻击巡航导弹，这种导弹的射程可以达到2000公里，可打击敌纵深目标。
關於此型潛艦動力系統此前有諸多猜測，最終確認為一迴路自循環式三循環高壓壓水堆，中壓直流電綜合力系統，雙電力驅動無軸泵推進器；艇身覆蓋消聲瓦，模組化優化設計採用浮筏減震，艇體圍殼填角設計，中段艇身垂發模組，前置球型主動聲納，側置被動聲納；由於使用無減速齒輪與大傳動軸，所以此型潛艇躁聲降至98分貝，可與傳統靜音潛艦媲美，於PLA海軍艦隊編隊中，負責航母編隊反潛水下作戰任務。此級潛艦建造數量是機密。
2016年6月，中國新華網報導095型核潛艇之基本參數：艇長115米，寬12米，吃水11米，水下排水量7900噸，工作潛深250米，最大潛深500米，單殼結構艇體，水下最大速度32節，自持力80天，成員130人。艇身結構首次採用了單殼艇體，改變了以往海軍雙殼潛艇的設計布局。聲反射面積小，便於規避敵反潛兵力的搜索和魚雷末主動導引頭的搜索跟蹤，能提高戰時潛艇的生存力。
2017年4月，媒体大幅报道了位于中国北方城市葫芦岛的新型核潜艇生产厂房竣工的消息，透露“今年（2017）晚些时候，该工厂将开始建造首艘095型攻击核潜艇”。
2017年11月，央視報導中國海軍接收第一艘095核潛艦，歷時五年研製，採用馬偉明院士研發的中壓直流綜合電力系統與無軸泵推技術，可降噪10%以上
。

## 武器

### 魚雷
艇首配備8具533毫米魚雷發射管，可發射國產常規魚雷，用於執行普通反艦、反潛等任務。

### 反艦導彈
配備了潛射鹰击82、鹰击18A型，鹰击21等反舰导弹。
2018年1月媒体报道：“鹰击-18A”反舰导弹一弹多能，可以反舰，可以攻陆，不仅可以搭载于水面舰艇，也能进行潜射。

### 兩棲作戰裝備
蛙人水下輸送器，水下輸送艇，水下遙控爆破艇

## 参閱
- 09I型核潜艇
- 09II型核潜艇
- 09III型核潜艇
- 09IV型核潜艇
- 09VI型核潜艇